# Le Libertaire
Pour les articles homonymes, voir Libertaire (homonymie).
Le Libertaire est un journal anarchiste fondé à New York en 1858 par Joseph Déjacque. Le titre disparaît en 1861. Il reparaît en 1892 à Alger, puis de 1893 à 1894 à Saint-Josse-ten-Noode, en Belgique. Le 16 novembre 1895, Sébastien Faure et Louise Michel lancent en France Le Libertaire, hebdomadaire qui deviendra l'un des titres principaux de la presse anarchiste de l'époque avec Les Temps nouveaux et La Sociale.

## Histoire

### Le Libertaire(New York 1858-1861)

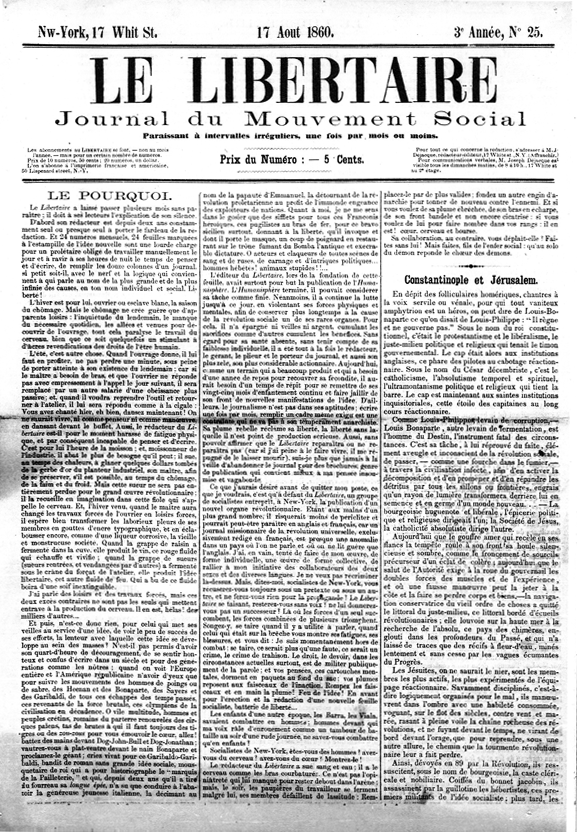
Le Libertaire (1858-1861)

Le premier numéro du journal Le Libertaire parait à New York le 9 juin 1858. Son unique animateur est Joseph Déjacque, écrivain et journaliste anarchiste.
Il est poursuivi en France pour « excitations à la haine et au mépris du gouvernement de la République, à la haine et au mépris des citoyens les uns contre les autres, enfin l'apologie de faits qualifiés de crimes par la loi pénale » par le gouvernement de Louis-Napoléon Bonaparte. La Cour d'assises de la Seine prononce le 22 octobre 1851 la destruction de son recueil de poésies, Les Lazaréennes, fables et poésies sociales, et le condamne à deux ans de prison et 2 000 francs d'amende. Pour échapper à cette condamnation, il se réfugie d'abord à Bruxelles, puis à Londres, avant de rejoindre Jersey et enfin les États-Unis, où il est réfugié à partir de 1854.
Républicain socialiste, brisé par les massacres de juin 1848, Joseph Déjacque ne tarde pas à radicaliser ses positions et à rejeter toute forme d'autorité, d'exploitation et de privilège économique. Dans La Question révolutionnaire, ouvrage publié en 1854, il attaque la religion, la famille, la propriété, le gouvernement, et s'efforce de démontrer leurs « effets dévastateurs ».
Le Libertaire, journal du mouvement social, lui permet d'exposer ce qu'il considère comme la « vraie anarchie », l'« anarchie radicale » fondée sur la « liberté absolue ». Dans le premier numéro, il précise le programme du Libertaire : « Il a pour principe, un et supérieur : La liberté et en tout et pour tous. Il ne reconnaît d’autorité que l’autorité du progrès. En tout et pour tous, il veut l’abolition de tous les esclavages sous toutes les formes, l’affranchissement de toutes les chairs et de toutes les intelligences ».
Le titre parait jusqu'en janvier ou février 1861.

### Le Libertaire(Alger 1892)
Le 27 janvier 1892 à Alger, Jean Faure publie Le Libertaire,, « organe algérien communiste anarchiste ». Sept numéros sont publiés et diffusés sur tout le littoral africain, d’Oran à Sfax,. Mise à part l'annonce de quelques réunions publiques, très peu d'articles traitent de l'Algérie ou du mouvement social local. Les textes concernent essentiellement l'antimilitarisme, les inégalités sociales, l'exploitation salariale, la Commune de Paris.

### Le Libertaire(Bruxelles 1893-1894)
Le 23 octobre 1893 paraît à Bruxelles (Belgique), le bimensuel Le Libertaire sous-titré Organe socialiste-révolutionnaire des groupes de St-Josse-ten-Noode. Fondé par Henri Willems (administrateur) et Charles Herkelboeck (imprimeur), il fait suite au journal L'Antipatriote (1892-1894) des mêmes auteurs. Poursuivi le 5 avril 1894 pour « délit de presse » à la suite d'un article à la mémoire d’Auguste Vaillant dans L’Antipatriote, Henri Willems et Charles Herkelboeck sont condamnés par contumace à quatre ans de prison et 1 000 francs d’amende par la Cour d’assises du Brabant. Le journal cesse de paraître après le onzième numéro daté du 10 mars 1894.

### Le Libertaire(1895-1914)

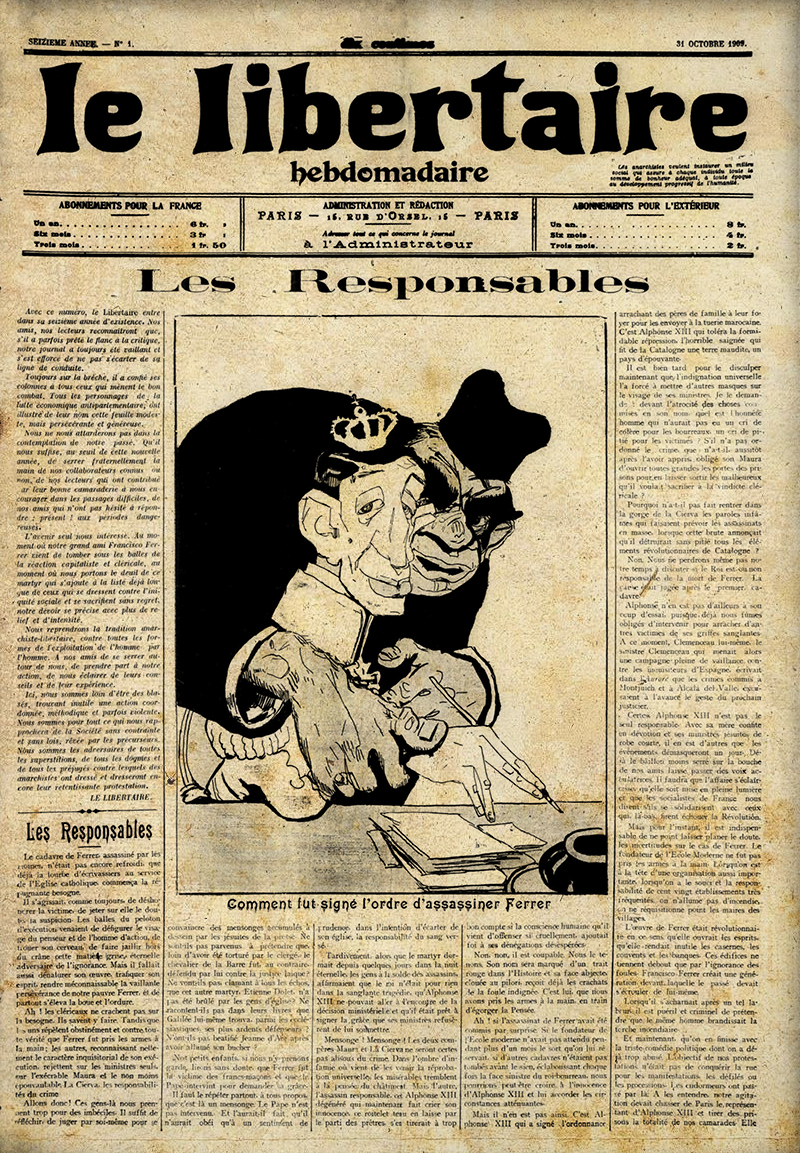
Le Libertaire du 31 octobre 1909, dénonçant l'assassinat de Francisco Ferrer.

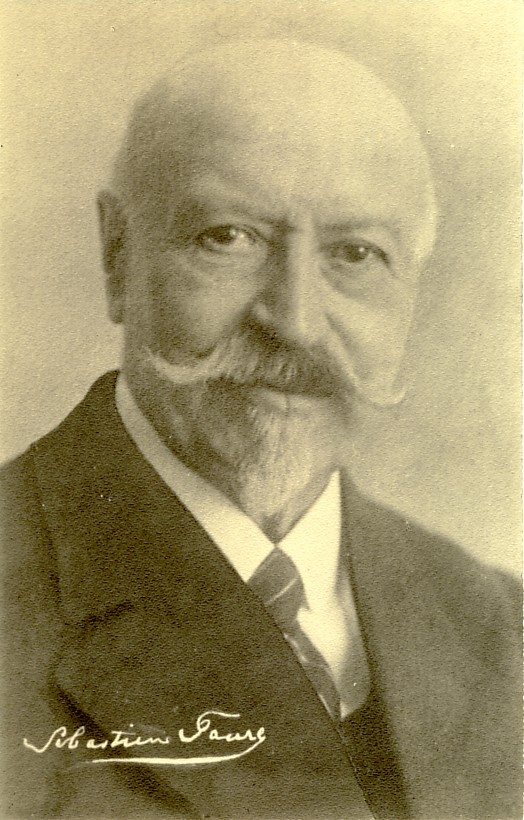
Sébastien Faure

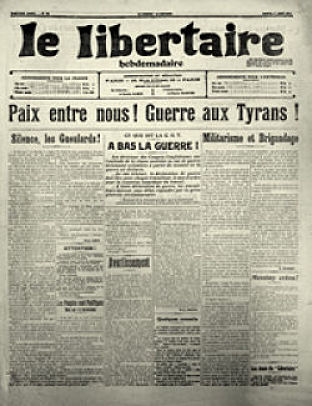
Le Libertaire du 1er août 1914, ultime numéro avant la Première guerre mondiale.

Le 16 novembre 1895, Sébastien Faure lance Le Libertaire. Contrairement à une idée répandue, Louise Michel n'est pas cofondatrice du journal. Celui-ci est d'ailleurs sous-titré « Fondé par S. Faure » jusqu'à son trente-troisième numéro. Le journal paraît de 1895 à 1914, avec une parenthèse de février à décembre 1899, période où l'hebdomadaire est remplacé par le quotidien Le Journal du peuple. À partir d'août 1899, paraît Le Libertaire « illustré » en supplément du quotidien. Il continuera sa vie jusqu'à l'arrêt de ce dernier, en août 1914, où ses positions antimilitaristes l'obligent à cesser sa parution, après 960 numéros.

### Le Libertaire(1919-1939)
Après l'édition d'un numéro pacifiste clandestin en 1917, la parution reprend en 1919 et sans interruption jusqu'en 1939, la parution doit s'arrêter avec la guerre. Elle sera, de décembre 1923 à mars 1925, une nouvelle fois quotidienne pour 479 numéros.
Le Libertaire soutient alors la minorité libertaire au sein de la nouvelle CGTU.
Germaine Berton y est brièvement employée en 1921.

### Le Libertaire(1944-1956)

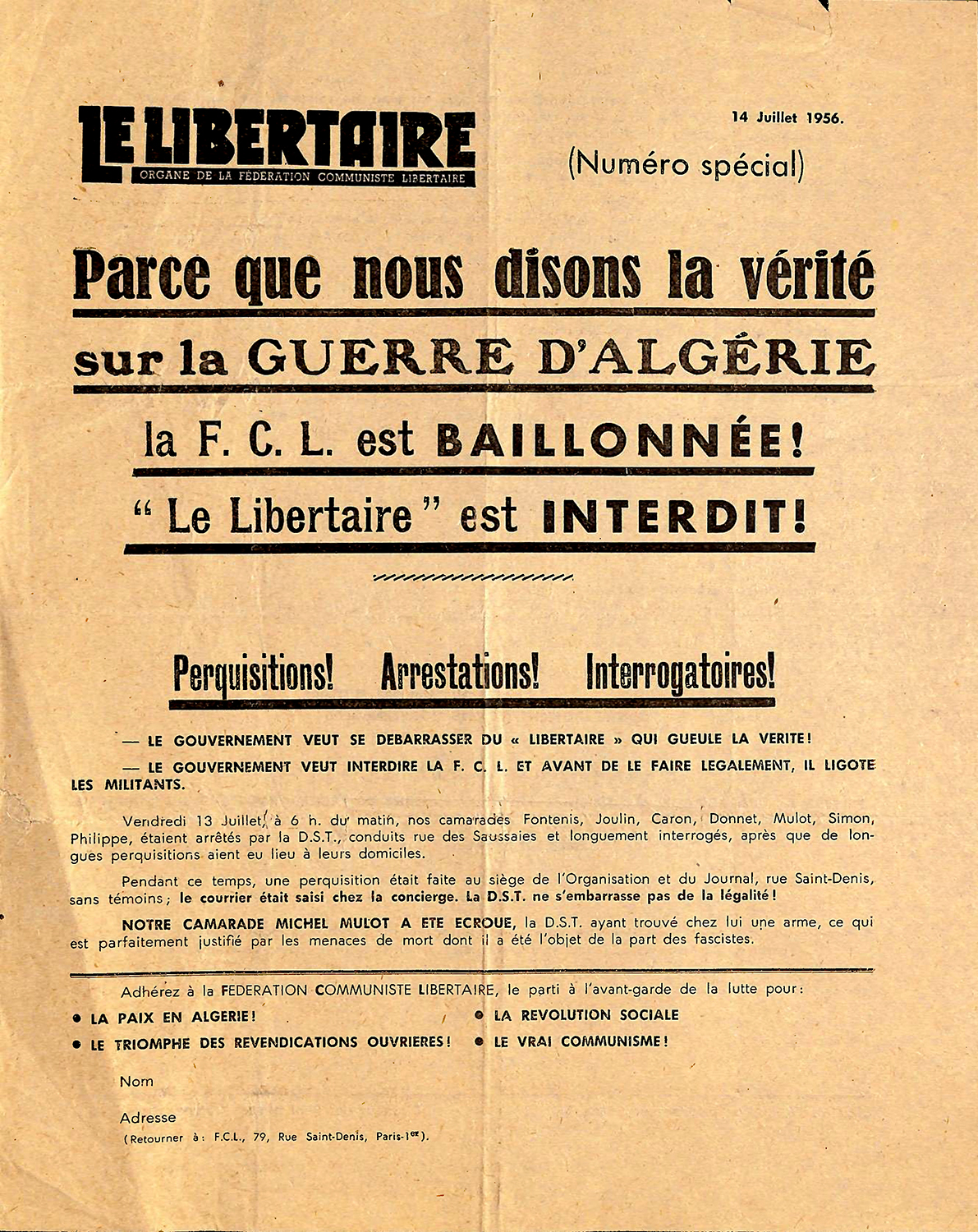
Le Libertaire du 14 juillet 1956, ultime numéro de l'hebdomadaire de la FCL, étranglée par la répression, sur un simple recto-verso.

Le 21 décembre 1944, Le Libertaire reparaît d'abord suivant une parution irrégulière puis bimensuelle due aux restrictions de papier. Du premier au onzième numéro il est sous-titré « Organe fédéraliste du Mouvement libertaire ». À partir du douzième numéro, il devient l'organe de la Fédération anarchiste (FA). Il reprend sa forme hebdomadaire à partir d'avril 1946. C'est l'âge d'or du Libertaire, où collaborent alors entre autres Georges Brassens – qui sera même un des permanents du journal –, Léo Ferré, André Breton, Armand Robin et Albert Camus.

#### Organe de la Fédération communiste libertaire
En mai 1953, au congrès de Paris (23-25 mai 1953) l'orientation communiste libertaire plateformiste (porté par Georges Fontenis et la tendance clandestine Organisation pensée bataille (OPB)) et l'orientation anarchiste synthésiste (porté par Maurice Joyeux) s'opposent. La première l'emporte. La Fédération anarchiste se rebaptise alors Fédération communiste libertaire (FCL), et poursuit l'édition du Libertaire.
À partir du numéro 378e du 3 décembre 1953, Le Libertaire est sous-titré, « Organe de la Fédération Communiste Libertaire ». 
Maurice Joyeux, opposant à la dérive de Fontenis et de la FCL, démasque, document à l'appui, un indicateur de police
Durant la Guerre d'Algérie, a FCL soutient les indépendantistes, et Le Libertaire publie de nombreux articles dénonçant la répression et la torture, et soutenant l'insurrection,. À partir de novembre 1954, le journal est subit de nombreux procès . Le Libertaire est alors vite étranglé par les condamnations, les dettes, la censure et les saisies de la police. Et malgré la publication d'une publicité pour des montres, le lectorat fond (passant de 40 000 à 5 000 exemplaires par semaine selon Giovanna Berneri). Lors du conseil national du 17 juillet 1956, la FCL se résout à « suspendre » la parution du Libertaire. Le 486e et dernier numéro du Libertaire paraît le 5 juillet 1956.

##### Léninisme
Dans la même période, la FCL reçoit plusieurs rappels à l'ordre du mouvement anarchiste international sur leur ligne éditoriale désormais qualifié de léniniste.

#### Le Monde Libertaire
Va naître parallèlement Le Monde libertaire, publié par une nouvelle Fédération anarchiste reconstituée qui reprendra le flambeau du Libertaire.

### Le Libertaire(1968 à nos jours)
Entre 1968 et 1972, l'Union fédérale des anarchistes reprend le titre l'espace de dix numéros.
En 1977 le titre est repris pour un numéro (ronéoté) par le groupe Fresnes-Antony de la Fédération anarchiste.
En mai 1978, Le Libertaire reparaît, il est alors édité par des membres de la Fédération anarchiste en rupture avec cette dernière. En 1979, le rédacteur du Libertaire, Jean-Pierre Jacquinot quitte cette organisation et fonde avec Maurice Laisant et d'autres groupes (groupe Germinal, groupe Ni dieux ni maîtres, etc.) l'Union des anarchistes au congrès de Nevers (novembre 1979). Le Libertaire sera alors l'organe — non officiel — de cette organisation. Peu à peu, la part rédactionnelle du Groupe Jules Durand devient prépondérante (le sous-titre traduisant cette évolution : d'abord revue éditée par les groupes Jules Durand, Atelier du Soir, Germinal, puis Jules Durand et Atelier du soir, puis par le groupe Jules Durand et des militants de l'Union des Anarchistes).
Au congrès de Dijon (1993) de l'Union des anarchistes, Jean-Pierre Jacquinot — absent — est exclu. Au congrès de l'année suivante — Saint Léger-les-Vignes, 1994 — la rupture est consommée, le groupe Jules Durand se retire alors de l'Union des anarchistes, emportant Le Libertaire avec lui. L'année suivante (Assemblée générale du Havre, septembre 1995) le groupe éditeur et d'autres militants (anciens membres de l'Union des anarchistes, entre autres) fondent la Coordination anarchiste, Le Libertaire en devient l'organe, toujours non officiel. En 2001 devant le constat d'échec de cette organisation, le groupe Jules Durand décide de la mettre en sommeil (mais continue de s'en réclamer).
En novembre 2005, les difficultés financières contraignent le groupe à cesser la publication papier. Le journal continue sa parution via Internet jusqu'en 2011 puis devient l'« espace internet » du groupe libertaire Jules Durand.

## Publications
- Almanach illustré du Libertaire pour l'année 1903, notice, texte intégral.